# Panel cerámico de la Vaquería Belenguer
El panel cerámico de la Vaquería Belenguer Panel cerámico publicitario callejero ubicada en Castellón de la Plana (España). Se emplaza en su lugar original, una casa de tipología tradicional sita en la calle Antonio Maura n.º 5, que al menos durante la primera mitad del siglo XX se utilizó como vaquería, es decir un establecimiento donde se ordeñaban vacas y se vendía leche. este panel cerámico sirvió de rótulo publicitario para este negocio.
En 2017 los paneles cerámicos de la Comunidad Valenciana situados en las calles antes de 1940 fueron declarados de forma genérica Bienes de relevancia local por la reforma de la Ley de Patrimonio Cultural Valenciano, y por ello incluidos en el Catálogo de protecciones del patrimonio etnológico del Ayuntamiento de Castellón aprobado en 2021.

## Descripción
El panel se encuentra pegado a la pared y perfilado con un marco de madera en un estado de conservación poco aceptable, en el lado izquierdo de la fachada del edificio a la altura de la primera planta junto al balcón ocupando todo el espacio disponible entre esta y el edificio vecino.
El panel cerámico se compone de 35 azulejos de 20 x 20 cm conformados por vía semiseca probablemente en una fábrica de Onda, que se disponen en 7 líneas verticales de 5 piezas cada una. La imagen, dibujada a mano alzada sobre estarcido, representa unas vacas en un establo y dos personas, una ordeñando una de las vacas y la otra que la asiste y espera para llevarse la leche, todo ello perfilado por elementos decorativos  fabricados con el sistema de trepas y el dibujo de una cabeza de vaca en cada una de las esquinas del panel. Sobre el dibujo se articula el siguiente texto:

LECHERIA DE VACAS SUIZAS Y HOLANDESAS
VAQUERIA ESMERADA VICENTE BELENGUER ENSEÑANZA Nº5
SE ORDEÑA A PRESENCIA DEL PUBLICO

El panel presenta un buen estado de conservación y su visibilidad es buena a pesar de todo el conjunto de cables y elementos impropios que lo rodea.

## Arquitectura

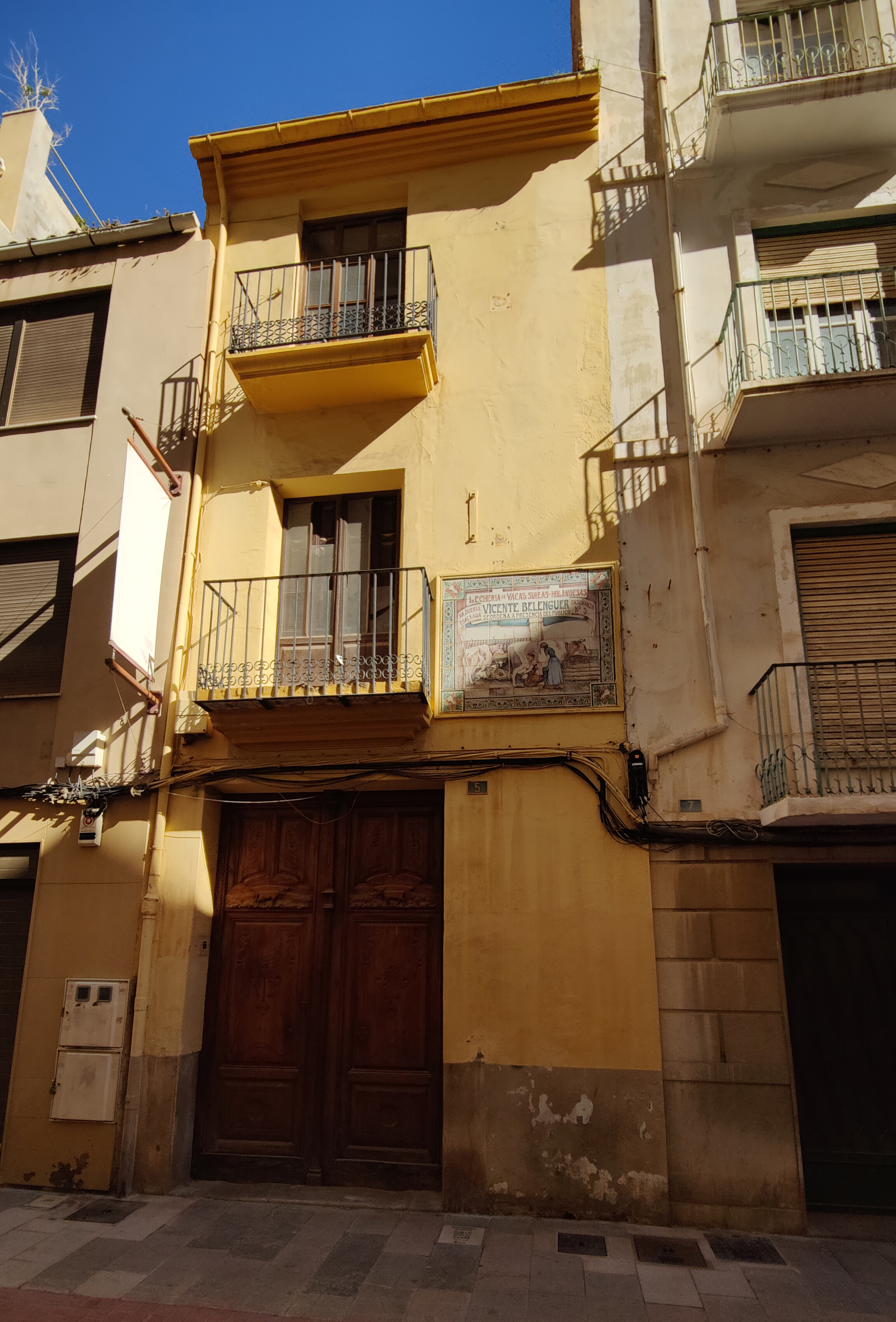
Fachada del edificio
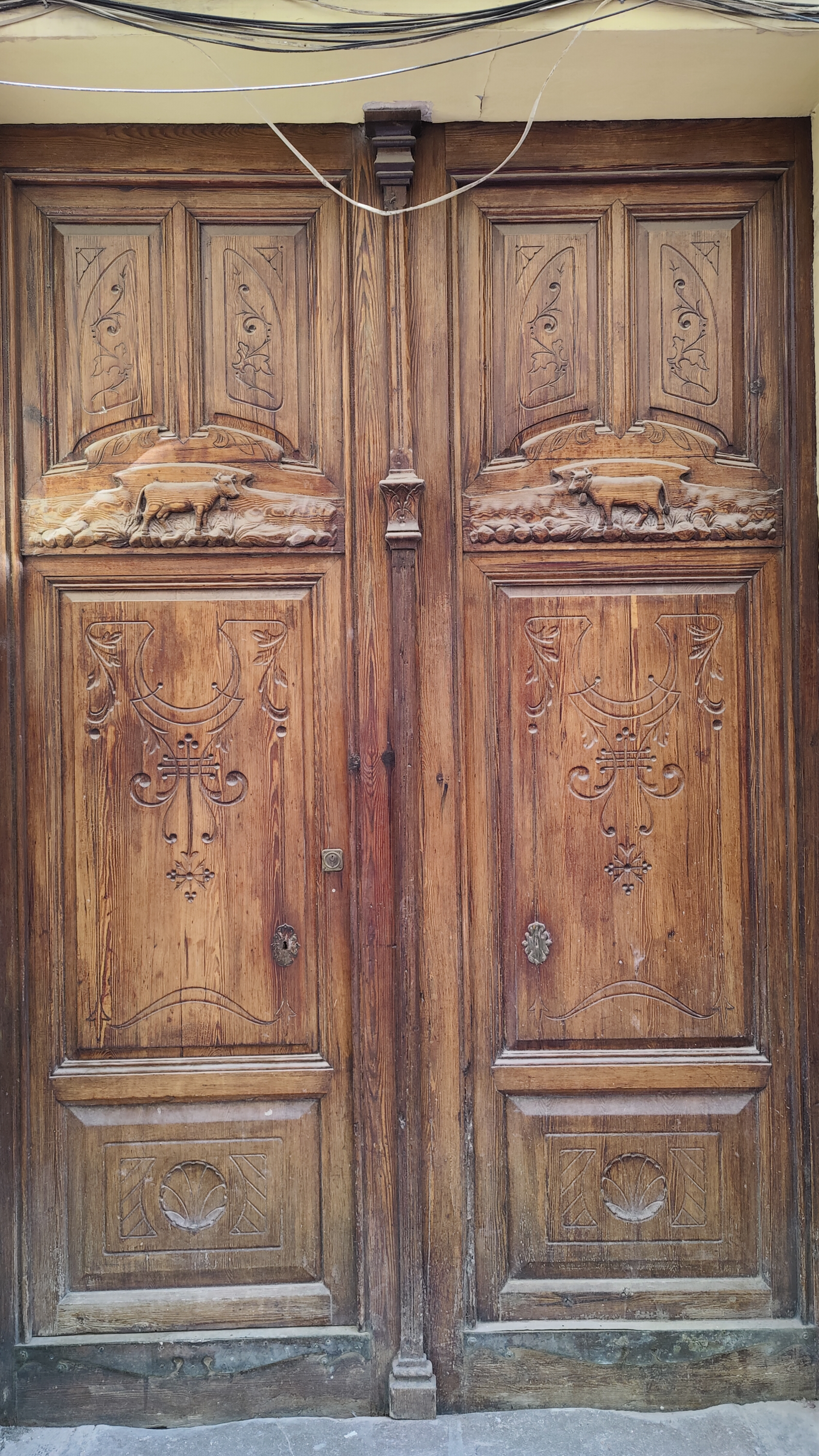
Puerta del edificio